# Ларрок-сюр-л’Ос
Ларро́к-сюр-л’Ос (фр. Larroque-sur-l'Osse) — коммуна во Франции, находится в регионе Юг — Пиренеи. Департамент — Жер. Входит в состав кантона Монреаль. Округ коммуны — Кондом.
Код INSEE коммуны — 32197.

## География

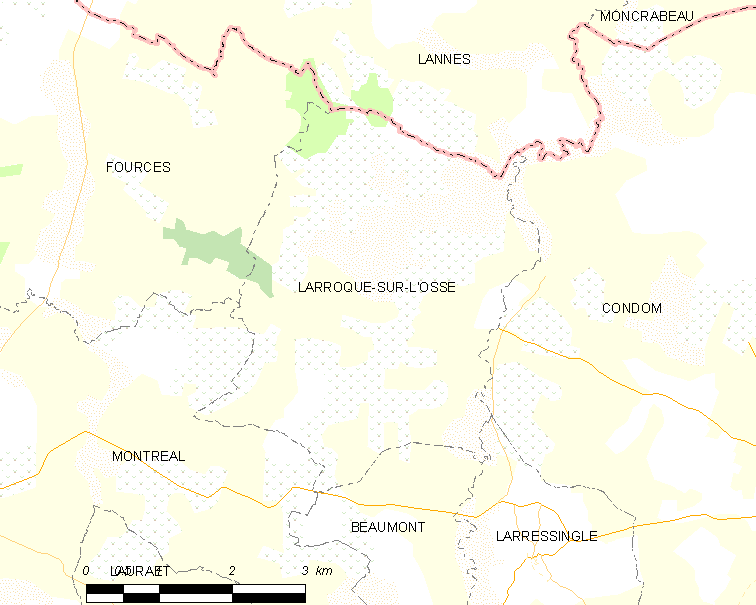
Карта коммуны

Коммуна расположена приблизительно в 570 км к югу от Парижа, в 105 км северо-западнее Тулузы, в 45 км к северо-западу от Оша.
На востоке коммуны протекает река Ос.

## Климат
Климат умеренно-океанический. Лето жаркое и немного дождливое, температура часто превышает 35 °С. Зимой часто бывает отрицательная температура и ночные заморозки. Годовое количество осадков — 700—900 мм.

## Население
Население коммуны на 2010 год составляло 226 человек.
| 1962 | 1968 | 1975 | 1982 | 1990 | 1999 | 2010 |
| ---- | ---- | ---- | ---- | ---- | ---- | ---- |
| 392  | 350  | 270  | 258  | 254  | 226  | 226  |

## Администрация
| Период | Период | Фамилия          | Партия | Примечания |
| ------ | ------ | ---------------- | ------ | ---------- |
| 2001   | 2008   | Кристиан Обри    |        |            |
| 2008   | 2020   | Патрисия Эсперон |        |            |

## Экономика
В 2010 году среди 138 человек трудоспособного возраста (15-64 лет) 105 были экономически активными, 33 — неактивными (показатель активности — 76,1 %, в 1999 году было 73,2 %). Из 105 активных жителей работали 101 человек (53 мужчины и 48 женщин), безработных было 4 (1 мужчина и 3 женщины). Среди 33 неактивных 3 человека были учениками или студентами, 15 — пенсионерами, 15 были неактивными по другим причинам.

## Достопримечательности
- Церковь Св. Мартина (XV век). Исторический памятник с 1977 года[4]

## Фотогалерея

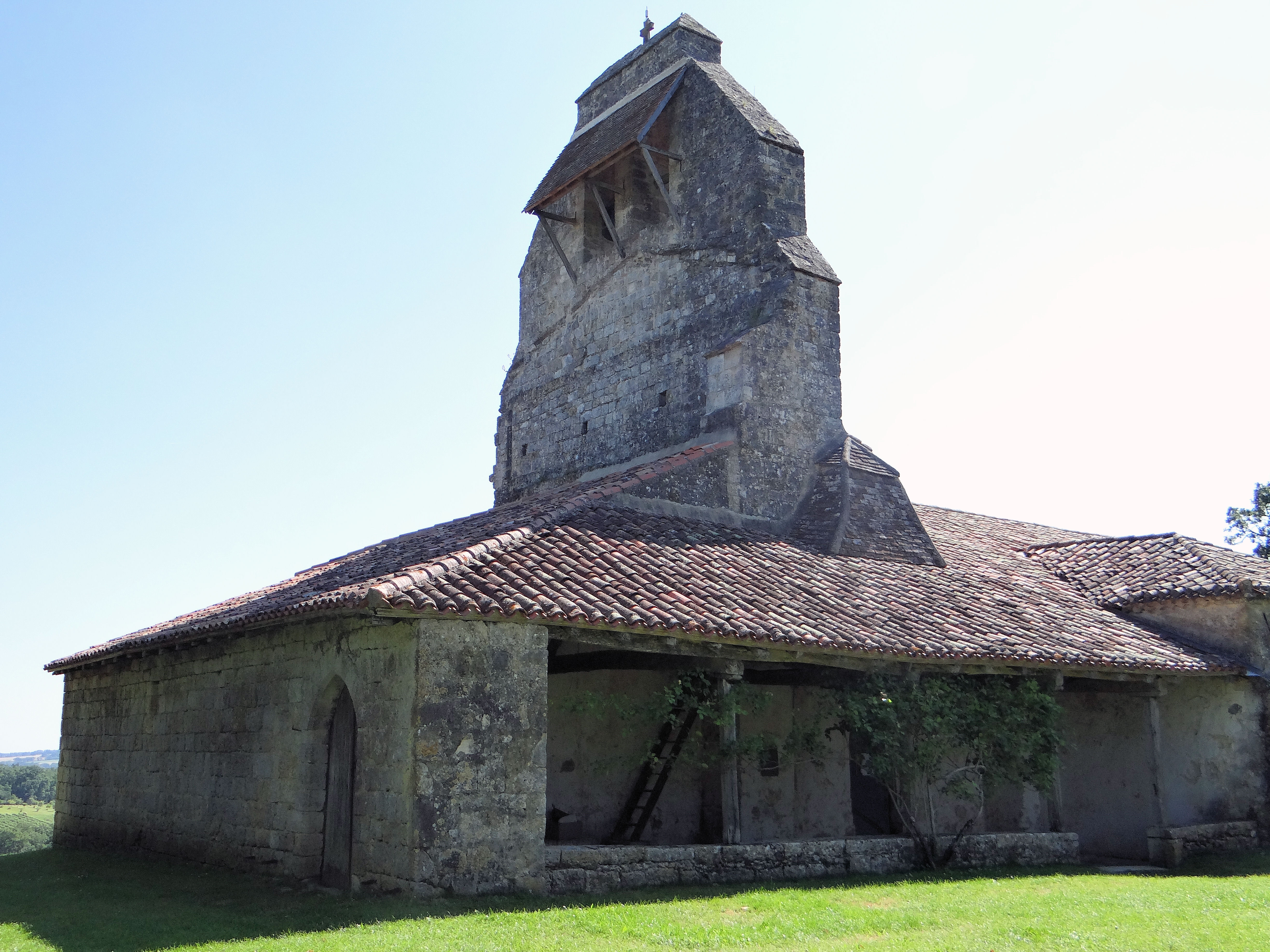
Церковь Св. Мартина
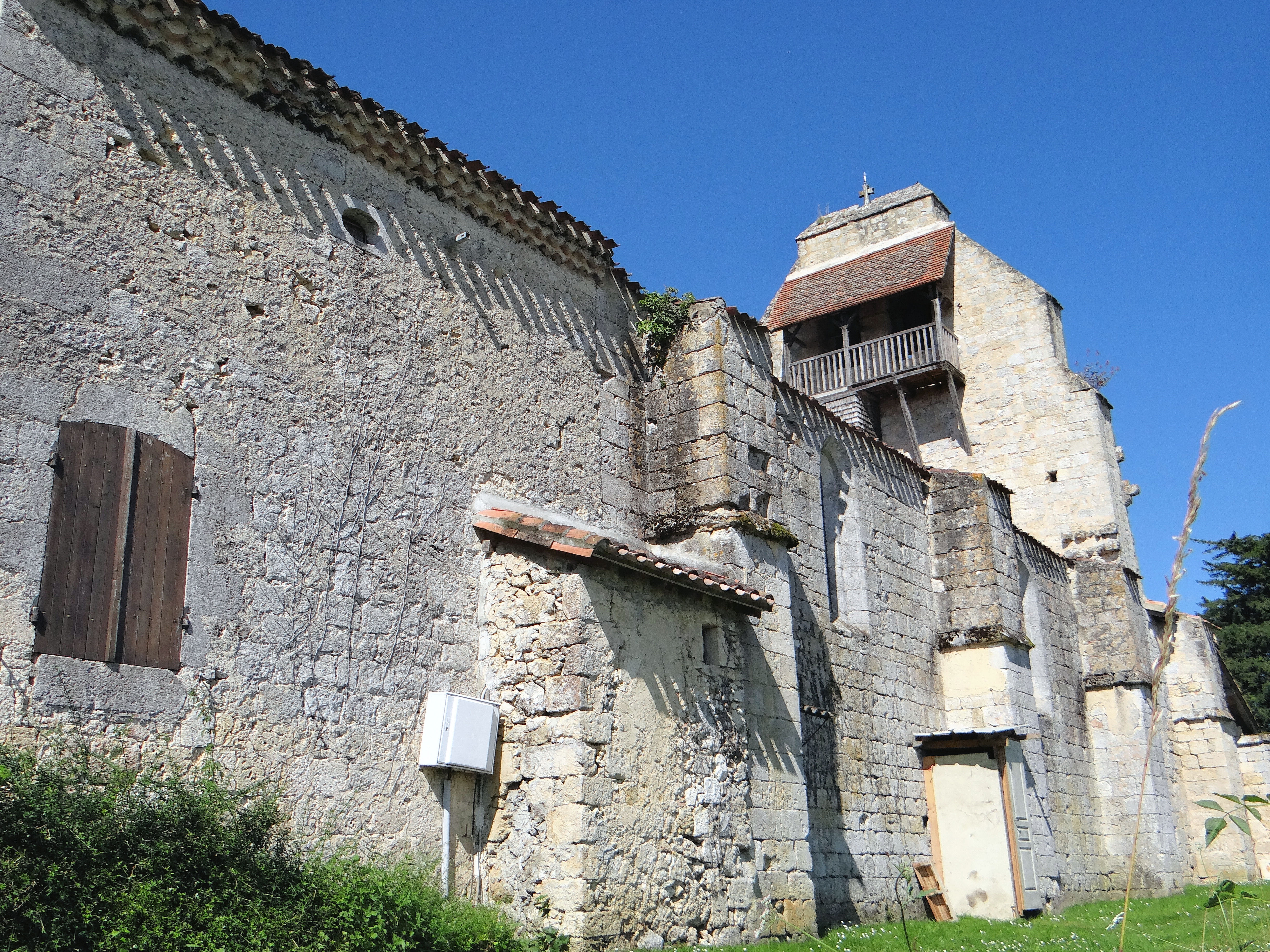
Церковь Св. Мартина
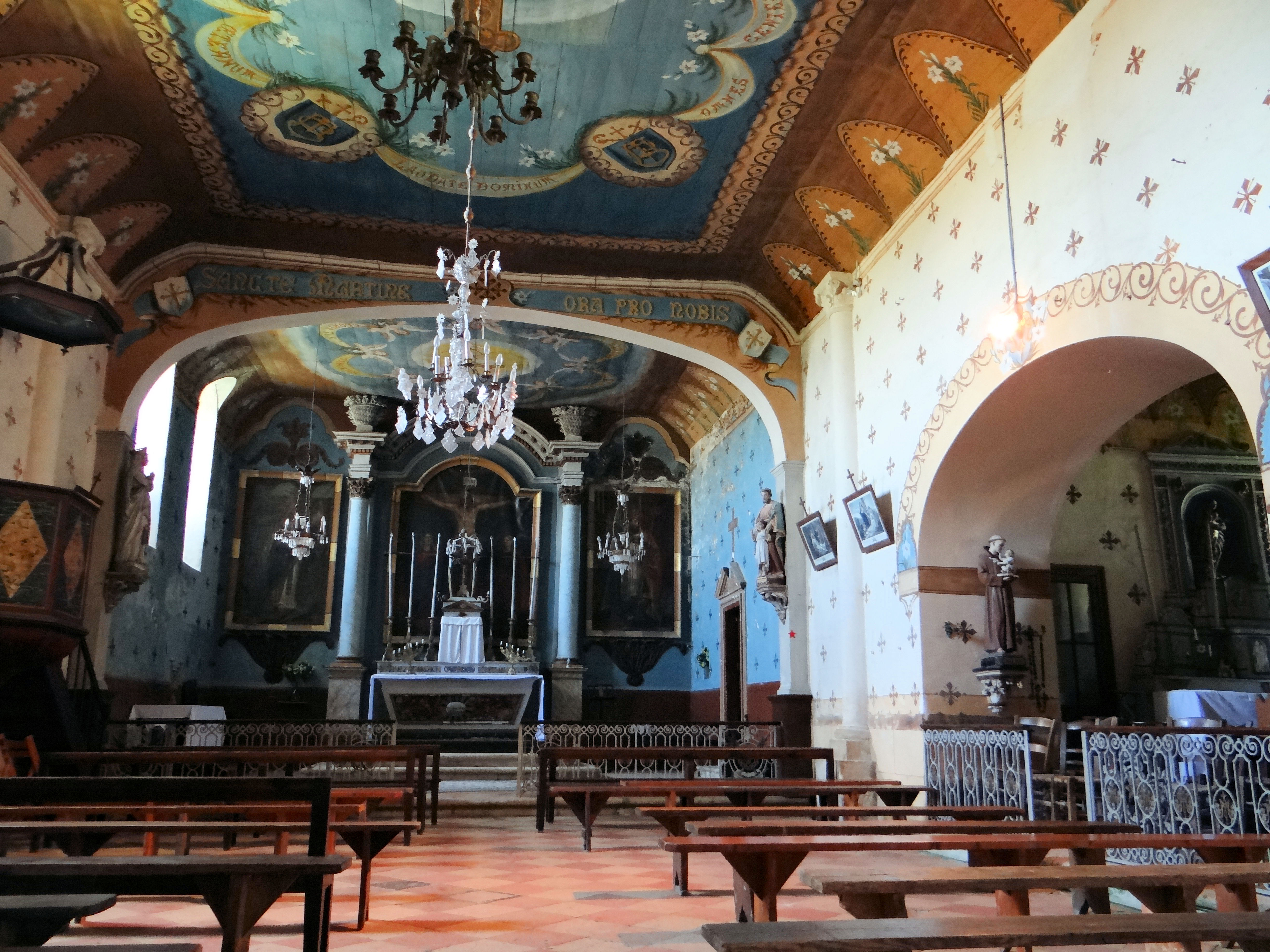
Интерьер церкви Св. Мартина
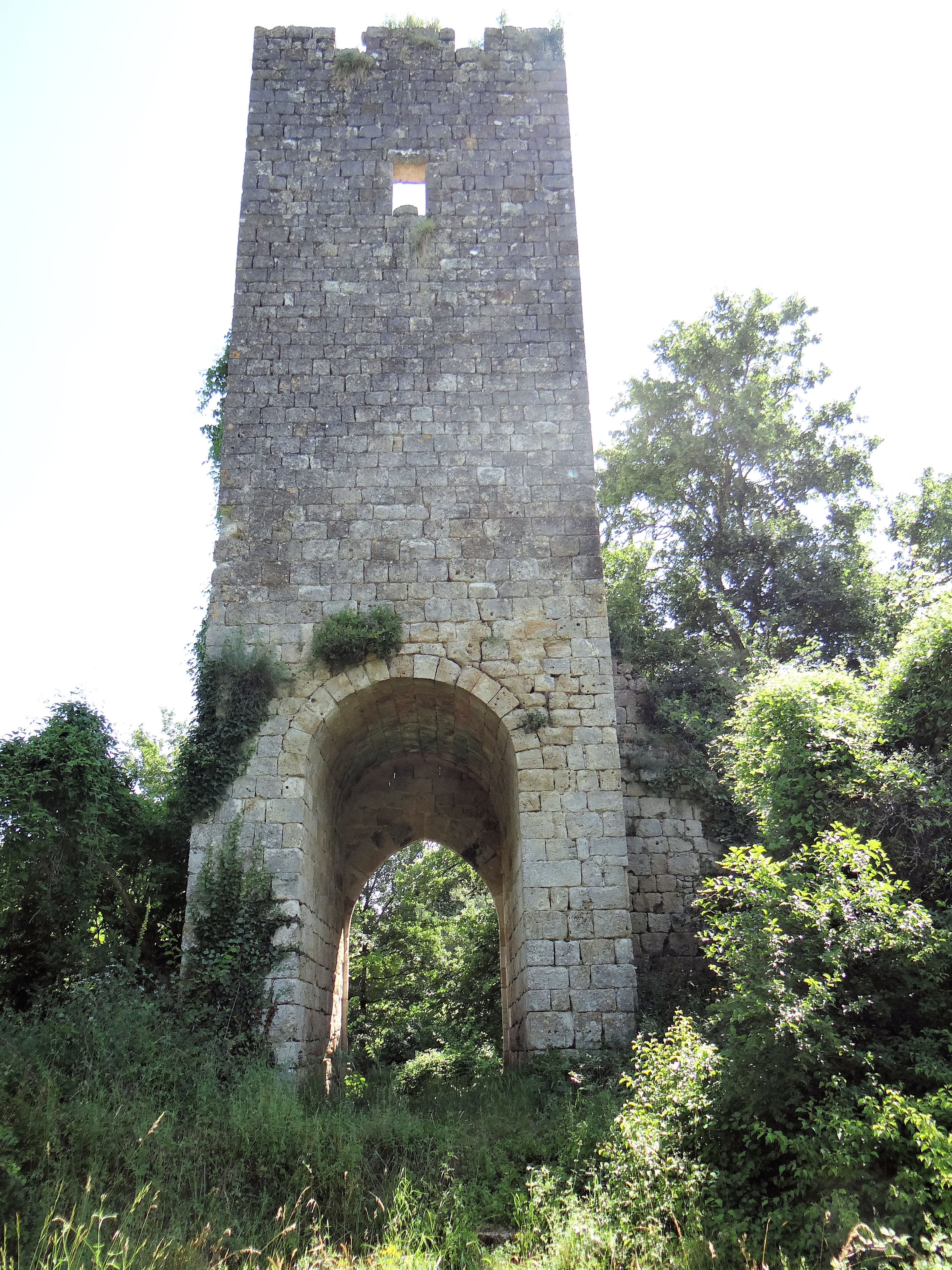
Башня Люзан
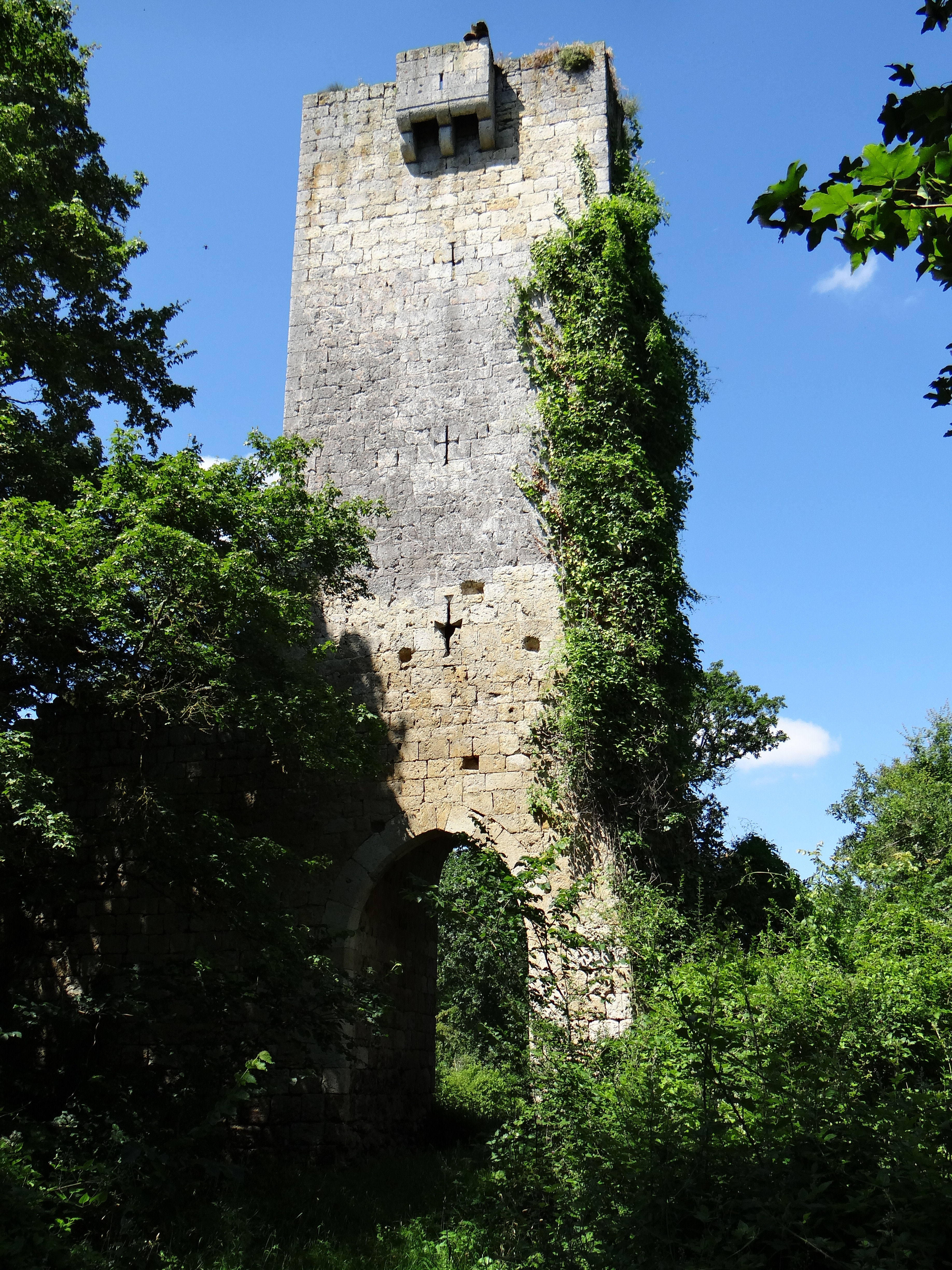
Башня Люзан